# Balkanska muzika
Balkanska muzika je vrsta muzike koja se nalazi u balkanskom regionu Jugoistočne Evrope. Muziku karakteriše složen ritam. Poznati bendovi u balkanskoj muzici su Taraf de Haidouks, Fanfare Ciocarlia i The No Smoking Orchestra.

## Istorijski muzički uticaji

### Vizantijska srednjevekovna muzika
Vizantijska muzika (grč. Βυζαντινη Μουσικη) povezana je sa srednjovekovnim svetim pojanjem hrišćanskih crkava po carigradskom obredu. Njegov modalni sistem je zasnovan na starim grčkim modelima. Razvoj himnografskih oblika velikih razmera počinje u petom veku nastankom kondaka, dugačke i razrađene metričke propovedi, koja svoj vrhunac nalazi u delu Romana Slatkopojca (šesti vek). Hermoi u slogovnom stilu okupljeni su u Irmologionu, glomaznom tomu koji se prvi put pojavio sredinom desetog veka i koji sadrži preko hiljadu uzornih tropara raspoređenih u oktoehos (osmoglasni muzički sistem) i čitav sistem vizantijske muzike koji je usko vezan za muziku antičke Grčke.

### Grčka muzika
Grčka narodna muzika uključuje dimotičku, kritsku i nisiotičku, pontijsku, Laiko i Rebetiko. Grčka muzika se razvila širom Balkana kao sinteza elemenata muzike različitih oblasti grčkog kopna i grčkih ostrva, sa grčkim pravoslavnim crkvenim pojanjem, i referencom na muziku Krita i vizantijske muzike. Muzika Egejskih ostrva, poznata su po pesmama Nisiotike; Grčke karakteristike se veoma razlikuju. Krit ima poznatu tradiciju narodnih igara; uključuje brze plesove poput pentozalisa. Većina grčkih narodnih pesama je praćena grčkim muzičkim instrumentima kao što su: lira, klarinet, gitara, violina i ponekad mandolina. Grčki narodni plesovi uključuju Kalamatianos, Sirtos i Sousta.

### Osmanska muzika
Dimitrije Kantemir je bio kompozitor osmanske muzike. Mnogi muzički instrumenti su uvedeni na Balkan u vreme osmanske vlasti, ali su mnogi otomanski instrumenti pozajmili meštani.
„Balkan“ je turska reč koja znači oštre planine. Zbog toga se u balkanskoj muzici može videti uticaj Mehtera i turskih ritmova i melodija u 19. veku po ugledu na turske vojne orkestre koje su zamenile mehterhanske formacije Turaka janjičara od 1828. Očigledno, kao i u Turskoj, oni su zamenili drevnu tradicionalnu obou (zurna, zurla ili mizmar) i dvomembranske ansamble bubnjeva.

## Predmoderna balkanska muzika

### Tradicionalna bugarska muzika
Tradicionalni narodni instrumenti u bugarskoj muzici uključuju razne vrste gajdi (gajde i kaba gajde); bubnjevi (tapan); tarambuka; zvona; daire; klaper; zilmaša; praporci. Duvačke diple: zurla; kaval; duduk; dvojanka; okarina; harmonika. Gudački instrumenti: gadulka; tambura; narodna violina; mandolina; gitara i gusle.

### Tradicionalna srpska muzika
Za vreme dinastije Nemanjića, srpske vladarske porodice, muzičari su imali važnu ulogu na kraljevskom dvoru, a bili su poznati kao sviralnici, glumci i praskavnici. Drugi vladari poznati po muzičkom pokroviteljstvu bili su Stefan Dušan, Stefan Lazarević i Đurađ Branković. Srednjovekovni muzički instrumenti uključivali su rogove, trube, laute, psalterije i činele.

## Derivati i svetska muzika

### Rumunski duvački orkestar
Fanfare Ciocarlia je dobio mnoge obožavaoce u Evropi sa svojim moćnim duvačkim zvukom koji je privlačan ljubiteljima roka i rejva, kao i publici svetske muzike. Godine 1997. Ernst i Nojman su odveli Fanfare Ciocarlia u bukureštanski Studio Electrecord da snime svoj debi album. Album Radio Pascani objavljen je na berlinskoj izdavačkoj kući Pirahna Musik 1998. godine i pokazao je trenutni uspeh. Još jedan popularan bend u Rumuniji bio je Taraf de Haidouks.

### Progresivna balkanska narodna muzika
Progresivni balkanski narod je zabeležio uspon u mnogim zapadnim zemljama, posebno u Sjedinjenim Državama. Imao je najveći uspeh sa progresivnim zajednicama širom zemlje. Mlađe američke generacije otkrivaju mogućnosti ovog žanra i donose ga u male klubove i festivale širom SAD.
Veseli, dramatični ton muzike takođe je privukao sledbenike u zajednici trbušnog plesa Tribal Fusion. Tribal Fusion ne tvrdi da striktno oponaša tradicionalne plesove, kostime ili muzičke stilove, ali crpi inspiraciju iz balkanskih tradicija.

### Balkanski soul i fank
Kalifornijski bend Inspektor Gađe svira uglavnom tradicionalne i savremene balkanske plesne melodije, ali se zbog raznovrsne pozadine njegovih muzičara mogu čuti elementi džeza i eksperimentalne muzike.
Slavic Soul Party! sa sedištem u Bruklinu je virtuozni ansambl duvačkih muzičara koji tradicionalne balkanske ritmove i ritmove ulivaju džezom, soulom, fankom i energijom dens popa.
Britanski bend Sam and the Womp ukorenio je svoju muziku u balkanski fank stil kako bi stvorio moderan osećaj uz privlačan i energičan ritam.
Američki umetnik Balkan Bump meša tradiciju balkanskog duvača sa elektronskom muzikom i hip hopom.

### Flamenko balkanski krosover
Još jedno popularno istraživanje bilo je između balkanske muzike i drugih stilova širom Mediterana kao što su flamenko, džez i muzika bliskog istoka. Ivan Tucakov i Tambura Raša iz Vankuvera istražuju ovaj stil i šire.

### Balkan beats
Tradicionalna balkanska muzika pomešana sa modernim, elektronskim ritmovima: ovaj žanr se prvi put pojavio na berlinskoj andergraund sceni sredinom 1990-ih. Termin je skovao berlinski DJ Robert Soko, čije Balkan Beats mesečne žurke traju i danas. Potom se proširio na evropsku i svetsku scenu, da bi danas postao ustaljeni žanr.

## Muzika po zemlji i etničkoj pripadnosti
- Muzika Albanije
- Muzika Bosne i Hercegovine
- Muzika Bugarske
- Hrvatska muzika
- Muzika Kipra
- Grčka muzika
- Muzika Moldavije
- Muzika Crne Gore
- Muzika Severne Makedonije
- Romska muzika
- Muzika Rumunije
- Muzika Srbije
- Muzika Slovenije
- Turska muzika

## Dodatna literatura
- Mhlongo, Zinaida. 'Hopa!': istraživanje balkanologije u južnoafričkoj popularnoj kulturi. Diss. 2014.
- Laušević, Mirjana. Drugo selo: međunarodna narodna igra i balkanska muzika i ples u Sjedinjenim Državama. UMI, 1999.
- Marković, Aleksandra. „Goran Bregović, balkanski muzički kompozitor. Ethnologia Balkanica 12 (2008): 9–23.
- Dave, Kevin. „Regionalni glasovi u nacionalnom zvučnom pejzažu: balkanska muzika i ples u Grčkoj.“ (2007): 175–192.
- Buchanan, Donna A, ur. Balkanska narodna kultura i osmanska ekumena: muzika, slika i regionalni politički diskurs. Scarecrov Press, 2007.
- Kremenljev, Boris. „Društvene i kulturne promene u balkanskoj muzici“. Zapadni folklor 34.2 (1975): 117–136.
- Samson, Džim. „Granice i mostovi: Preliminarna razmišljanja o balkanskoj muzici“. Muzikologija, UDK 781.7 (497)(5) (2005): 37–55.
- Rajs, Timoti. „Bugarska ili Čalgarija: slabljenje bugarskog nacionalizma u masovno posredovanoj popularnoj muzici. Godišnjak za tradicionalnu muziku 34 (2002): 25–46.
- Samson, Jim. Muzika na Balkanu. Bril, 2013.
- Kurkela, Vesa. „Muzički mediji na istočnom Balkanu: privatizovani, deregulisani i neo‐tradicionalni.“ Međunarodni časopis za kulturnu politiku 3.2 (1997): 177–205.
- Archer, Rori. „Procena turbofolk kontroverzi: Popularna muzika između nacije i Balkana. Jugoistočna Evropa 36.2 (2012): 178–207.
- Penanen, Risto Peka. „Izgubljeni u razmerama: istraživanje balkanske narodne muzike i osmansko nasleđe. Muzikologija 8 (2008): 127–147.
- Kovačić, Mojca. „Muzika drugoga ili naša muzika: balkanska muzika kod Slovenaca“. Prvi simpozijum ICTM studijske grupe za muziku i ples u Jugoistočnoj Evropi. 2008.
- Jakovljević, R. „Neustrašivi narodni jezik: preispitivanje balkanske muzike između tradicije i raspada“. Muzičke prakse na Balkanu: etnomuzikološke perspektive – Zbornik radova sa međunarodne konferencije održane od novembra. Vol. 23. 2012.
- Penanen, Risto Peka. „Balkanska muzika između istoka i zapada — neki problemi u analizi“. Istraživački rad, Univerzitet u Tampereu (1994).
- Shehan, Patricia K. "Balkanske žene kao čuvarice tradicionalne muzike i kulture." Žene i muzika u međukulturalnoj perspektivi (1987): 45–53.
- Blom, Jan-Peter. „Principi ritmičkih struktura u balkanskoj narodnoj muzici“. Antropologiska Studier 25.26 (1978): 2–11.
- Volčić, Zala i Karmen Erjavec. „Konstruisanje transnacionalnih diva: Rodna produkcija balkanske turbo-folk muzike“. (2011): 35–52.
- Muršič, Rajko. Balkan i ambivalentnost njegove percepcije u Sloveniji: užas „balkanizma” i entuzijazam za njegovu muziku. na, 2007.
- Pettan, Svanibor. „Balkanska popularna muzika? Ne, hvala: Pogled iz Hrvatske." Balkanska Popularna muzika. 1996.
- Bejker, Ketrin. „Politika izvođenja: transnacionalizam i njegove granice u popularnoj muzici bivše Jugoslavije, 1999–2004.“ Etnopolitika 5.3 (2006): 275–293.
- Fridman, Viktor A. "Promena kodova u balkanskoj urbanoj muzici." Urbana muzika na Balkanu: etnički identiteti odustajanja ili istorijski slučaj tolerancije i globalnog mišljenja (2006): 40–54.
- Kolar, Valter V. Uvod u metar i ritam u balkanskoj narodnoj muzici. Tamburaški institut za narodnu umetnost Univerziteta Dukuesne, 1974.
- Irvin, Frensis Meri. Poređenje dve metode za podučavanje neregularnog metra učenika osnovnih škola koristeći balkansku narodnu muziku. Diss. Univerzitet Vašington, 1984.
- Burton, Kim. „Balkanski ritmovi: muzika i nacionalizam u bivšoj Jugoslaviji“. Vorld music: The Rough guide (1994): 83–94.
- Archer, R. "Zapadni, istočni i moderni: balkanska pop-folk muzika i (trans)nacionalizam." C. Leccardi et al. (ur.) (1989): 187–204.
- Petrović, Ankica. „Istočni koreni antičke jugoslovenske muzike“. Muzika\= Kulture u kontaktu: konvergencije i kolizije (2014): 13.
- Rasmusen, Ljerka Vidić. Bosanska i srpska popularna muzika 1990-ih: Divergentni putevi, sukobljena značenja i zajednička osećanja. na, 2007.